# Kitwe
Kitwe est une ville minière de la province du Copperbelt, en Zambie. Avec 661 901 habitants en 2022, c'est la deuxième ville  du pays après la capitale Lusaka.

## Géographie
Kitwe se trouve à 51 km à l'ouest-nord-ouest de Ndola, à 149 km au sud-est de Lubumbashi (République démocratique du Congo) et à 286 km au nord de Lusaka.

## Histoire
Kitwe a été fondée en 1936 sur une ligne de chemin de fer construite par la British South Africa Company fondée par de Cecil Rhodes. Ce fut d'abord un centre auxiliaire, non lié à l'exploitation minière, mais faisant partie intégrante du centre d'extraction de cuivre de Nkana. L'expansion de l'exploitation minière en fit le centre de la région et Kitwe se développa au fil des ans, dépassant finalement Nkana. La ligne principale des chemins de fer rhodésiens atteignit la ville en 1937, assurant le transport de passagers jusqu'à Bulawayo, et à partir de là vers Le Cap. La ligne fut prolongée en République démocratique du Congo et reliée par la suite au chemin de fer de Benguela et au port atlantique de Lobito, par lequel était effectuée une partie des exportations de cuivre de la Zambie.

## Population
La population du district de Kitwe s'élevait à 522 092 habitants en 2010.

## Transports
La ville est reliée à la capitale Lusaka par route et par chemin de fer avec la Zambia railways.

## Enseignement supérieur

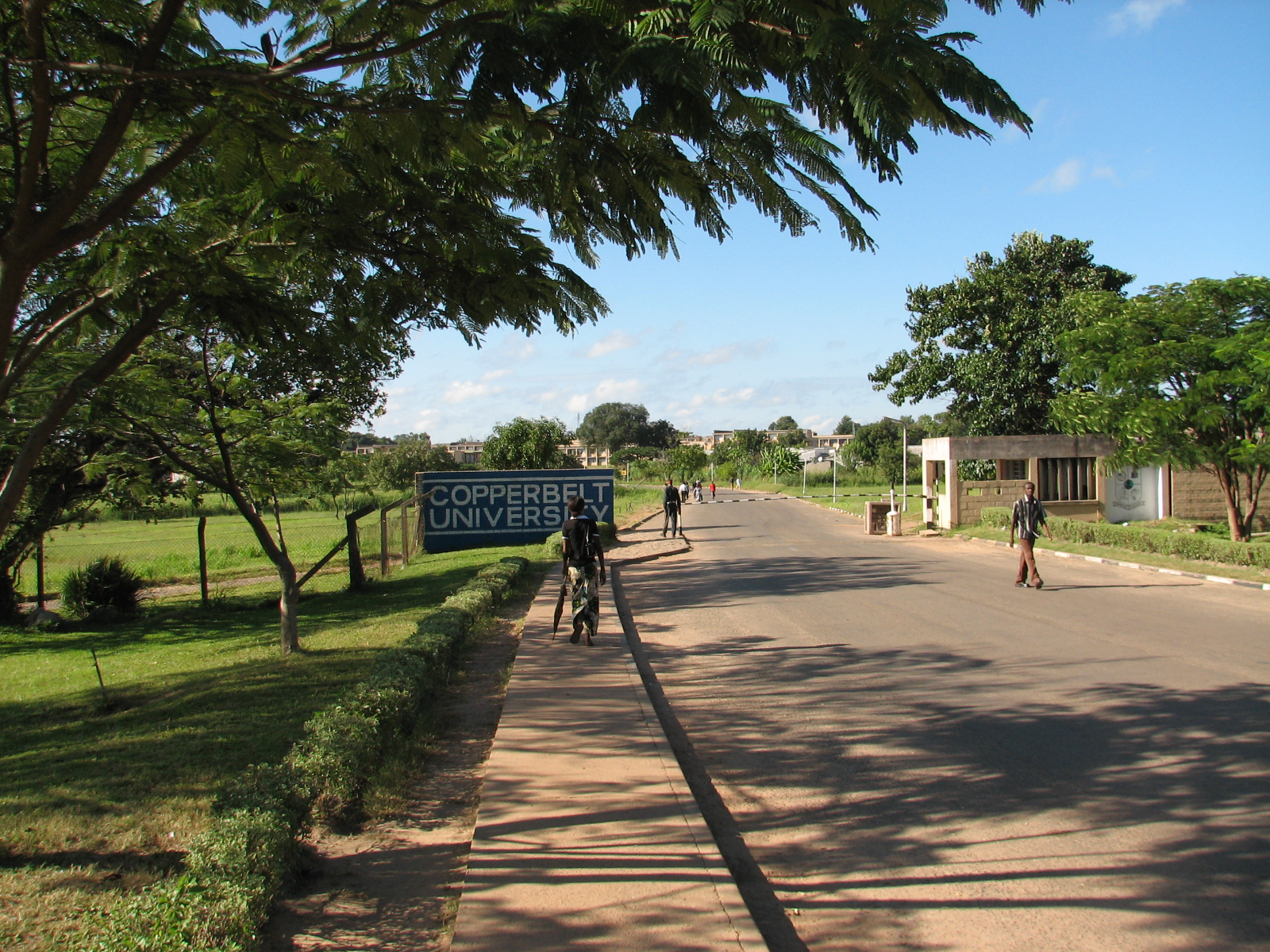
Université du Copperbelt à Kitwe.

L’Université du Copperbelt a été fondée en 1987.

## Lieux de culte
Parmi les lieux de culte, il y a principalement des églises et des temples chrétiens : Diocèse de Ndola (Église catholique), United Church in Zambia (Communion mondiale d'Églises réformées), Reformed Church in Zambia (Communion mondiale d'Églises réformées), Baptist Union of Zambia (Alliance baptiste mondiale), Assemblées de Dieu . Il y a aussi des mosquées musulmanes.

## Jumelages
Kitwe est jumelée avec
- Détroit (États-Unis)
- Sheffield (Royaume-Uni)

## Personnalités
- Frederick Chiluba (1943-2011), 2e président de la République de Zambie, de 1991 à 2002, y est né.
- Heather Wallace (1961-), joueuse de squash, y est née.
- Petina Gappah (1971-), romancière zimbabwéenne, y a vécu.
- Jacob Mulenga (1984-), footballeur zambien, y est né.
- Rainford Kalaba (1986-2024), footballeur international zambien, y est né.
- Caitlin De Ville (1989-), violoniste zambienne, y a grandi.